# I Want Candy
«I Want Candy» является первым синглом с альбома This Time в Великобритании, Дании и Италии. Melanie C пришлось разделить своё время между Великобританией и Европой, где шло продвижение сингла «The Moment You Believe», поэтому «I Want Candy» особого успеха не получила, достигнув в Великобритании 24 места, где было продано чуть больше 12 тысяч копий сингла. В Италии и Дании сингл более успешнее, там он добрался до № 9 и № 12 соответственно

## Премьера
Мелани презентует свою версию песни 27 февраля 2007 года. Чуть позже 2 марта состоялась и премьера клипа на эту песню. Песня была выпущена в качестве первого сингла с альбома в Дании и Италии, в то время как в других странах заглавным синглом с альбома была выбрана песня «The Moment You Believe»

## Трек лист и формат
- UK Maxi CD single

1. «I Want Candy» (Single Version) 3:22
2. «I Want Candy» (Club Junkies Mix) 6:37
3. «I Want Candy» (So-Lo’s Electric Vocal Mix) 5:16
4. «I Want Candy» (So-Lo’s Filtered Disco Dub) 7:33
5. «I Want Candy» Video 3:22

- Italian Maxi CD single

1. «I Want Candy» (Single Version) 3:22
2. «I Want Candy» (Club Junkies Mix) 6:37
3. «I Want Candy» (So-Lo’s Electric Vocal Mix) 5:16
4. «I Want Candy» (So-Lo’s Filtered Disco Dub) 7:33
5. «Already Gone» 4:12
6. «I Want Candy» Video 3:22

- UK 7" vinyl single

1. «I Want Candy»
2. «Already Gone»

- Promo CD single

1. "I Want Candy (Club Junkies Mix) 6:37
2. "I Want Candy (So-Lo’s Electric Vocal Mix) 5:14
3. "I Want Candy (So-Lo’s Filtered Disco Dub) 7:29
4. "I Want Candy (Single Version) 3:23

## Чарты
| Чарт (2007)                        | Пик позиция |
| ---------------------------------- | ----------- |
| Дания (Tracklisten)                | 9           |
| Италия (FIMI)                      | 9           |
| Шотландия (Scottish Singles Chart) | 9           |
| Великобритания (UK Singles Chart)  | 24          |

## Примечание
1. ↑  "Danishcharts.com – Melanie C – I Want Candy". Tracklisten.  Проверено June 18, 2014.
2. ↑  "Italiancharts.com – Melanie C – I Want Candy". Top Digital Download.  Проверено June 18, 2014.
3. ↑  "Official Scottish Singles Sales Chart Top 100". Official Charts Company.  Проверено March 22, 2014.
4. ↑  "Official Singles Chart Top 100". Official Charts Company.  Проверено June 18, 2014.